# Colégio de São Fiel

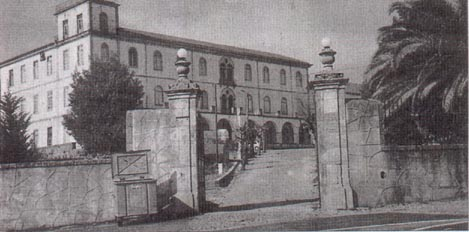
Colégio de São Fiel (1863-1910)

O Colégio de São Fiel (1863-1910) foi um estabelecimento de ensino básico e secundário, a cargo da Companhia de Jesus, situado na freguesia de Louriçal do Campo, nas faldas da Serra da Gardunha O Colégio de São Fiel foi uma das mais prestigiosas instituições de ensino portuguesa nas últimas décadas do século XIX, tendo sido extinto em 1910 em resultado da confiscação dos bens da Igreja Católica após a implantação da República. 
Nestas mesmas instalações funcionou ainda durante o período da Primeira Guerra Mundial, o Sanatório Militar de S. Fiel , e desde o princípio da década de 1920 o Reformatório Central de S. Fiel, uma instituição para menores corrigíveis colocados pelas Tutorias de Infância (Tribunal de Menores). A partir de 1962 passou a denominar-se Instituto de Reeducação de S. Fiel e posteriormente Centro Educativo de S. Fiel
Ficou definitivamente sem actividade em 2003, tendo a instituição que lá funcionava sido transferida para outras instalações na mesma freguesia, e deixando o edifício sem qualquer tipo de utilidade. Acabou por arder completamente num grande incêndio florestal em 15 de Agosto de 2017.

## História
No período entre 1858 e 1910, os Jesuítas fundaram e mantiveram em funcionamento instituições de ensino como o Colégio de Campolide (1858, Lisboa) e o Colégio de São Fiel (1863, Louriçal do Campo) e casas de formação religiosa como o Noviciado do Barro (1860, Torres Vedras) e a Casa de Setúbal (1878, Setúbal) no antigo Convento de S. Francisco, onde os Jesuítas em formação estudavam Filosofia e Ciências Naturais. Em 1910, à data da expulsão das Ordens Religiosas, a Província Portuguesa da Companhia de Jesus, oficialmente restaurada a 25 de Julho de 1880, tinha à sua responsabilidade 807 alunos em Portugal Continental, divididos pelos Colégios de Campolide e de São Fiel, e pelas casas de Guimarães, Setúbal e Barro, e 3365 alunos disseminados pela Índia, África Oriental, Macau e Timor, perfazendo um total de 4172 estudantes. Com a implantação da República Portuguesa o Colégio de São Fiel foi encerrado, na sequência da expulsão dos jesuítas de Portugal e as suas colecções cientificas foram confiscadas pelo Estado.
O Colégio de São Fiel foi a instituição onde foi fundada a revista Brotéria, em 1902. No entanto, a história deste colégio não se confina apenas à criação da Revista de Sciencias Naturaes, que ainda hoje é publicada sob a égide dos Jesuítas portugueses. Este colégio foi uma importante instituição de ensino secundário durante os 57 anos da sua existência, como é hoje reconhecido pelos especialistas.
O Colégio de São Fiel foi criado, em 1852, pelo padre franciscano Frei Agostinho da Anunciação (1802-1874), com o objectivo acolher crianças órfãs e pobres da região. Natural de Louriçal do Campo, Frei Agostinho tinha sido confessor da Infanta D. Isabel Maria de Bragança, grande benfeitora do colégio. O instituto, que era gratuito, esteve a cargo das Irmãs da Caridade entre 1852 e 1862, altura em que esta Congregação foi expulsa do país na sequência da Questão das Irmãs da Caridade. Foi então que, em 1862, Frei Agostinho se deslocou a Roma, com a Infanta D. Isabel, com o intuito de entregar o colégio à tutela da Companhia de Jesus. Desta forma, o colégio passou a estar sob a alçada dos Jesuítas a partir de 1863, adoptando-se desde logo o Regulamento do Colégio de Campolide. No entanto, devido ao ambiente anticlerical que se instalara no país desde 1759, foi necessário simular a venda do edifício, por 2000 réis, em 1873 a 3 ingleses, Georges Lambert, Ignácio Cory Soles e Henri Foley que, apesar de serem jesuítas, não se tinham identificado como tal.

## O ensino e a prática das ciências

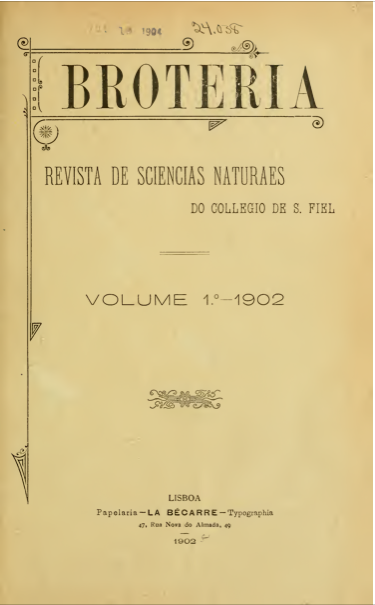
Capa do 1.º Volume da "Brotéria - Revista de Sciencias Naturaes do Collegio de S. Fiel" - 1902

Neste colégio, além do museu zoológico, do laboratório de química, e do gabinete de física existiu ainda um Observatório Meteorológico entre 1901 a 1910. O Observatório (40º 22' N 7º 31’ W), situado a 2 km da Serra da Gardunha e a uma altitude de 516 m, estava apetrechado com todos os instrumentos científicos necessários, como barógrafos, psicrómetros, termómetros, termógrafos, anemómetros e evaporímetros. No entanto, apesar do carácter local que este observatório pudesse ter, as observações meteorológicas, a cargo do padre Carlos Zimmermann, eram relatadas ao Observatório Meteorológico do Infante D. Luís e constavam do seu relatório anual, a par dos registos dos observatórios disseminados em Portugal em regiões como Montalegre, Moncorvo, Porto, Guarda, Serra da Estrela, Campo Maior, Évora, Beja, Faro, Ponta Delgada, Angra do Heroísmo, Funchal e S. Vicente de Cabo Verde, mostrando a importância que teriam estas observações no contexto meteorológico nacional.
Entre os alunos de São Fiel que mais se destacaram na vida pública portuguesa, encontram-se Luís Cabral de Moncada (1888-1974) e António Egas Moniz (1874-1955), estes que elogiaram o ensino científico que era ministrado neste colégio de Louriçal do Campo.
No Colégio de São Fiel existia ainda um valioso herbário, começado no ano lectivo de 1897-1898 por iniciativa de Carlos Zimmermann S.J., pelo qual diligentemente continuou responsável até ao ano lectivo de 1903-1904, altura em que foi para Inglaterra para a conclusão do curso de Teologia. Entre 1903-1904 e 1907-1908 foi o padre Joaquim da Silva Tavares S.J., fundador e director da Brotéria, o responsável pela manutenção do herbário, sendo que a partir de 1907-1908 o P. Carlos Zimmermann S.J. retomou o cargo até à extinção das Ordens Religiosas em 1910. Este herbário, em 1910, era constituído por 5121 espécies diferentes, contendo diferentes espécies de líquenes, musgos, fungos, diatomáceas (cerca de 3000 espécies) e fanerogâmicas.

## Alunos ilustres
- José Bento Martins Ribeiro (1859-1931) Bispo de Cochim
- Manuel Borges Grainha (1862-1925) Político Republicano
- Alfredo da Cunha (1863-1945) Advogado, jornalista e escritor
- Manuel Damasceno da Costa (1867-1922) Bispo de Angra
- Alberto Costa "Pad´Zé" (1871-1908) Advogado e jornalista
- José Ramos Preto (1871-1949) Advogado e político
- Augusto Gil (1873-1929) Advogado e poeta
- António Egas Moniz (1874-1955) Médico e Político
- João Damasceno da Silva Fiadeiro (1874-1966) Cónego da Sé de Lisboa
- Camilo Torrend (1875-1961) Sacerdote, mitólogo e botânico
- António Baião (1878-1961) Historiador e pedagogo
- António Damas Mora (1879-1949) Administrador colonial
- António Manuel Pereira Ribeiro (1879-1957) Bispo do Funchal
- António de Abranches Ferrão (1883-1932) Advogado e professor
- Alberto Diniz da Fonseca (1884-1962) Escritor e jornalista
- José do Patrocínio Dias (1884-1965) Bispo de Bejal
- Tomás de Gambôa (1885-1950) Advogado
- Robles Monteiro (1888-1958) Ator e encenador
- Anastácio Gonçalves (1888-1965)  Oftalmologista e colecionador de arte
- Luís Cabral de Moncada (1888-1974) Jurista e professor
- Carlos Azevedo Mendes (1888-1962) Padre
- Donaciano de Abreu Freire (1889-1950) Padre
- Afonso Canhete de Castro (1889-1969) Engenheiro naval
- Jaime Lopes Dias (1890-1977) Etnógrafo, escritor e historiador
- Amílcar da Silva Pinto (1890-1978) Arquitecto
- Martinho Nobre de Melo (1891-1985) Jornalista e político
- Adriano Duarte Silva (1892-1961) Político e consular
- Mário Saa (1893-1971) Escritor
- Francisco Newton de Macedo (1894-1944) Político
- Américo Cortez Pinto (1896-1979) Médico e poeta
- Cassiano Abranches (1896-1983) professor e prefeito
- Teófilo Duarte (1898-1958) Político e militar